# 에스에너지
에스에너지(S-Energy Co. Ltd.)는 대한민국의 기업이다. 본사는 경기도 성남시 분당구 판교역로 241번길 20 (삼평동 685번지, 미래에셋타워 3층)에 위치해 있으며 대표이사는 홍성민이다.

## 상장
2007년 10월 16일에 공모가 19,000원에 코스닥 시장에 상장하였다.

## 참고문헌
1. ↑  유앤에스에너지, “리튬이온전지 화재, 원천 봉쇄”… 지능형 집전체 개발 완료, 인더스트리뉴스, 2023.04.27
2. ↑  홍성민 에스에너지그룹 회장 삼성의 ‘신경영’ 같은 ‘뉴 스타트’ 비전 제시 계획 , 더중앙, 2020-11-16]
3. ↑  에스에너지, 이승걸 前 삼성물산 상무 영입 '사업 추진력 강화', 머니투데이, 2023-11-15